# Маямі-Шорс (Флорида)
Маямі-Шорс (англ. Miami Shores) — селище (англ. village) в США, в окрузі Маямі-Дейд штату Флорида. Населення — 11 567 осіб (2020).

## Географія
Маямі-Шорс розташоване за координатами 25°52′1″ пн. ш. 80°10′42″ зх. д. / 25.86694° пн. ш. 80.17833° зх. д. (25.867011, -80.178341).  За даними Бюро перепису населення США в 2010 році селище мало площу 9,83 км², з яких 6,48 км² — суходіл та 3,35 км² — водойми.

## Демографія
Згідно з переписом 2010 року, у селищі мешкали 10 493 особи в 3627 домогосподарствах у складі 2367 родин. Густота населення становила 1067 осіб/км².  Було 3935 помешкань (400/км²).
Расовий склад населення:
| - 68,1 % — білих - 23,8 % — чорних або афроамериканців - 2,6 % — азіатів - 0,3 % — корінних американців - 0,1 % — вихідців з тихоокеанських островів - 2,3 % — осіб інших рас |

До двох чи більше рас належало 2,8 %. Частка іспаномовних становила 30,6 % від усіх жителів.
За віковим діапазоном населення розподілялося таким чином: 20,0 % — особи молодші 18 років, 68,3 % — особи у віці 18—64 років, 11,7 % — особи у віці 65 років та старші. Медіана віку мешканця становила 39,9 року. На 100 осіб жіночої статі у селищі припадало 96,0 чоловіків;  на 100 жінок у віці від 18 років та старших — 94,7 чоловіків також старших 18 років.
Середній дохід на одне домашнє господарство  становив 121 648 доларів США (медіана — 97 500), а середній дохід на одну сім'ю — 135 301 долар (медіана — 107 292). Медіана доходів становила 71 498 доларів для чоловіків та 60 539 доларів для жінок. За межею бідності перебувало 7,9 % осіб, у тому числі 4,5 % дітей у віці до 18 років та 14,0 % осіб у віці 65 років та старших.
Цивільне працевлаштоване населення становило 5029 осіб. Основні галузі зайнятості: науковці, спеціалісти, менеджери — 22,7 %, освіта, охорона здоров'я та соціальна допомога — 21,3 %, фінанси, страхування та нерухомість — 11,9 %, мистецтво, розваги та відпочинок — 8,3 %.